# Liste des partis politiques en Éthiopie
L’Éthiopie est un État à parti dominant, avec la coalition du Front démocratique révolutionnaire du peuple éthiopien au pouvoir. Les partis d’oppositions sont légaux mais il est généralement admis qu’ils n’ont que peu de chances de parvenir au pouvoir.

## Partis parlementaires
- Front démocratique révolutionnaire du peuple éthiopien : alliance des partis ci-dessous
  - Front de libération du peuple du Tigray
  - Organisation démocratique du peuple Oromo
  - Mouvement national démocratique Amhara
  - Mouvement démocratique des peuples du sud de l'Éthiopie
- Coalition pour l'unité et la démocratie : alliance des partis suivants
  - Ligue démocratique éthiopienne
  - Parti d'union démocratique éthiopienne-Medhin
  - Parti arc-en-ciel
  - Parti pour l'unité de tous les éthiopiens
- Forces démocratiques éthiopiennes unies : alliance entre les partis suivants
  - Congrès national Oromo
  - Parti fédéral social démocratique éthiopien
  - Coalition démocratique des peuples du sud-éthiopien
  - Organisation du peuple tout Amhara
  - Parti éthiopien de l'unité démocratique
  - Front uni démocratique révolutionnaire Afar
  - Mouvement socialiste pan-éthiopien
- Mouvement démocratique fédéraliste Oromo
- Parti démocratique national Afar
- Front unité démocratique du peuple de Benishangul-Gumuz
- Mouvement démocratique populaire Gambela
- Organisation démocratique unie des peuples Sheko et Mezenger
- Parti démocratique du peuple Somali
- Ligue nationale Hahari
- Organisation démocratique nationale Argoba

## Autres partis

### Autres partis nationaux
- Alliance pour la liberté et la démocratie
- Parti démocratique pan-éthiopien
- Parti démocratique national éthiopien
- Parti éthiopien pour la démocratie et la paix
- Parti démocratique de l'Éthiopie unie

### Autres partis régionaux
- Front de libération de la Somalie occidentale
- Union démocratique d'Éthiopie
- Front national de libération de l'Ogaden
- Mouvement démocratique des peuples de l'Afar
- Organisation démocratique du peuple de Bench Madji
- Front patriotique du peuple éthiopien[1]
- Front démocratique révolutionnaire du peuple de Gedeyo
- Mouvement démocratique des nationalités Gurage
- Organisation démocratique nationale Hadiya
- Organisation démocratique du peuple de Kafa Shaka
- Kembata, Alabaa et Tembaro
- Front de libération Oromo[1]
- Mouvement de libération Sidamo
- Organisation démocratique du peuple de Sidamo
- Parti démocratique uni du peuple Silt'e
- Mouvement démocratique du peuple du sud Omo
- Organisation Démocratique du Peuple de Walayta, Gamo, Gofa, Dawro et Konta

## Partis dissous
- Parti socialiste pan-éthiopien
- Parti révolutionnaire du peuple éthiopien
- Parti des travailleurs d'Éthiopie